# William R. Brown

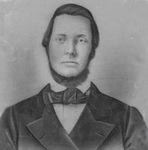
William R. Brown

William Ripley Brown (* 16. Juli 1840 in Buffalo, New York; † 3. März 1916 in Kansas City, Missouri) war ein US-amerikanischer Politiker. Zwischen 1875 und 1877 vertrat er den dritten Wahlbezirk des Bundesstaates Kansas im US-Repräsentantenhaus.

## Werdegang
William Brown studierte an der Phillips Exeter Academy in Exeter (New Hampshire). Danach besuchte er bis 1862 das Union College in Schenectady. Im Anschluss zog er nach Emporia in Kansas, wo er Jura studierte. Nach seiner 1864 erfolgten Zulassung als Rechtsanwalt begann er in Emporia in seinem neuen Beruf zu praktizieren. Zwischen 1867 und 1877 war er Richter im neunten Gerichtsbezirk von Kansas.
Brown wurde Mitglied der Republikanischen Partei. Bei den Kongresswahlen des Jahres 1874 wurde er als deren Kandidat im dritten Distrikt von Kansas in das US-Repräsentantenhaus in Washington, D.C. gewählt, wo er am 4. März 1875 die Nachfolge von William A. Phillips antrat. Da er 1876 von seiner Partei nicht mehr nominiert wurde, konnte er bis zum 3. März 1877 nur eine Legislaturperiode im Kongress absolvieren.
Nach seiner Zeit im Kongress arbeitete er in Hutchinson als Rechtsanwalt. Von 1883 bis 1885 war er bei der Landbehörde in Larned angestellt. Im Jahr 1892 zog er nach El Reno im Oklahoma-Territorium. Dort war er von 1894 bis 1898 im Canadian County Nachlassrichter. Er starb am 3. März 1916 in Kansas City und wurde in Lawrence beigesetzt.